# Zagłębie Lubin (piłka nożna kobiet)
Zagłębie Lubin – kobiecy polski klub piłkarski z Lubina. Drużyna występowała w ekstralidze, a jego domowymi obiektami były: Stadion Górniczy (2006–2008) oraz Stadion Zagłębia Lubin (2008–2016). Zespół istniał w latach 2006–2016.

## Historia
Kobieca sekcja piłki nożnej została utworzona w 2006 roku. W tym samym roku kobieca drużyna zadebiutowała w rozgrywkach ligowych – II lidze, gr. dolnośląskiej 2006/2007 10 września 2006 roku, kiedy to Miedziowe przegrały 5:1 na wyjeździe z rezerwami AZS-u Wrocław 5:1. W sezonie 2009/2010 awansowały do I ligi.
W sezonie 2012/2013 drużyna trenera Piotra Błauciaka wywalczyła historyczny awans do ekstraligi, w której debiut zaliczyła 28 sierpnia 2013 roku na wyjeździe, kiedy drużyna pod wodzą nowego trenera – Andrzeja Turkowskiego przegrała to 0:2 z AZS-em Wrocław, a cały sezon 2013/2014 zakończyła na 5. miejscu. Sezon 2014/2015 okazał się najlepszym w historii kobiecej sekcji piłkarskiej – najpierw dotarły do ćwierćfinału Pucharu Polski, w którym przegrały 4:1 z Mitechem Żywiec, a w ekstralidze zajęły 2. miejsce, przegrywając bilansem goli z Medykiem Konin, zdobywając tym samym wicemistrzostwo Polski.
Jednak po tym sukcesie sytuacja finansowa i organizacyjna w klubie uległa w pogorszeniu. Mimo awansu do półfinału Pucharu Polski 2015/2016, drużyna 8 czerwca 2016 roku została rozwiązana, a dwa ostatnie mecze ligowe: z AZS-em Wrocław i AZS-em Wałbrzych oddała walkowerem 3:0. Ostatni mecz rozegrała 28 maja 2016 roku, kiedy to przegrała na wyjeździe 5:0 z Mitechem Żywiec.
9 października 2020 roku ogłoszono w klubie reaktywację kobiecej sekcji piłki nożnej, jednakże w akademii nabór dziewczynek z rocznika 2013–2016.

## Poszczególne sezony
| Sezon       | Rozgrywki                  | Miejsce | M  | Pkt | Z  | R | P  | BZ | BS | +/- | Uwagi |
| ----------- | -------------------------- | ------- | -- | --- | -- | - | -- | -- | -- | --- | ----- |
| 2006/2007   | II liga (gr. dolnośląska)  | 4       | 8  | 7   | 2  | 1 | 5  | 15 | 31 | -16 |       |
| 2007/2008   | II liga (gr. wielkopolska) | 3       | 12 | 23  | 6  | 5 | 1  | 81 | 9  | +72 |       |
| 2008/2009   | II liga (gr. dolnośląska)  | 3       | 16 | 25  | 8  | 1 | 7  | 59 | 25 | +34 |       |
| 2009/2010   | II liga (gr. opolska)      | 1       | 12 | 34  | 11 | 1 | 0  | 80 | 3  | +77 | awans |
| 2010/2011   | I liga (gr. zachodnia)     | 5       | 18 | 28  | 8  | 4 | 6  | 31 | 24 | +7  |       |
| 2011/2012   | I liga (gr. północna)      | 2       | 16 | 37  | 11 | 4 | 1  | 27 | 10 | +17 |       |
| 2012/2013   | I liga (gr. północna)      | 1       | 18 | 50  | 16 | 2 | 0  | 67 | 4  | +63 | awans |
| 2013/2014   | Ekstraliga                 | 5       | 18 | 27  | 8  | 3 | 7  | 36 | 24 | +12 |       |
| 2014/2015   | Ekstraliga                 | 2       | 22 | 59  | 19 | 2 | 1  | 86 | 17 | +69 |       |
| 2015/2016   | Ekstraliga                 | 6       | 27 | 31  | 9  | 4 | 14 | 24 | 44 | -20 |       |
| [ 7 ] [ 8 ] |                            |         |    |     |    |   |    |    |    |     |       |

## Sukcesy
- Wicemistrzostwo Polski: 2015
- 5. miejsce w ekstralidze: 2014
- Awans do I ligi: 2013
- Awans do II ligi: 2010
- Ćwierćfinał Pucharu Polski: 2015
- Półfinał Pucharu Polski: 2016

## Rekordy i statystyki
- Liczba sezonów w Ekstraklasie: 3 (2013–2016)
- Pierwszy mecz w Ekstraklasie: 28.08.2013 Zagłębie Lubin – AZS Wrocław 0:2
- Pierwszy zdobyty punkt w Ekstraklasie: 29.09.2013 KKP Bydgoszcz – Zagłębie Lubin 2:2
- Pierwsze zwycięstwo w Ekstraklasie: 05.10.2013 Zagłębie Lubin – GOSiR Piaseczno 4:0
- Najwyższe zwycięstwo w Ekstraklasie: 07.06.2015 FC Katowice – Zagłębie Lubin 0:14
- Najwyższa porażka w Ekstraklasie:
  - 14.05.2016 Zagłębie Lubin – Medyk Konin 0:5
  - 28.05.2016 Mitech Żywiec – Zagłębie Lubin 5:0
- Ostatni mecz w Ekstraklasie: 28.05.2016 Mitech Żywiec – Zagłębie Lubin 5:0
- Najwyższe zwycięstwo u siebie: 20.10.2007 Zagłębie Lubin – Mirostowiczanka Mirostowice Dolne 19:0
- Najwyższe zwycięstwo na wyjeździe: 17.05.2008 Mirostowiczanka Mirostowice Dolne – Zagłębie Lubin 1:16
- Najwyższa porażka u siebie: 12.05.2007 Zagłębie Lubin - Unia Opole 0:9
- Najwyższa porażka na wyjeździe: 07.10.2006 Unia Opole - Zagłębie Lubin 7:1

## Znane zawodniczki
- Agata Tarczyńska
- Emilia Zdunek

## Trenerzy
- do 2011:  Krzysztof Kotlarski
- 2011–2013:  Piotr Błauciak
- 2013–2015:  Andrzej Turkowski
- 2015–2016:  Przemysław Cielewicz